# Puig de la Guàrdia (Maçanet de Cabrenys)
El puig de la Guàrdia és una muntanya de 365 metres situada al municipi de Maçanet de Cabrenys, a la comarca catalana de l'Alt Empordà.